# سيف بنيا
سيزة ذاتية
الدراسة درس في جامعة المنار تونس و جامعة قرطاج و جامعة باريس ساكلاي
سيف بنيا ( عربي : سيف بالنية)، من مواليد 14 يونيو 1988  بتونس ، هو عازف عود وملحن تونسي مستوحى من تأثيرات متعددة مثل موسيقى الجاز والموسيقى العالمية والموسيقى التجريبية .